# 2 Pułk Szwoleżerów-Lansjerów Gwardii Cesarskiej

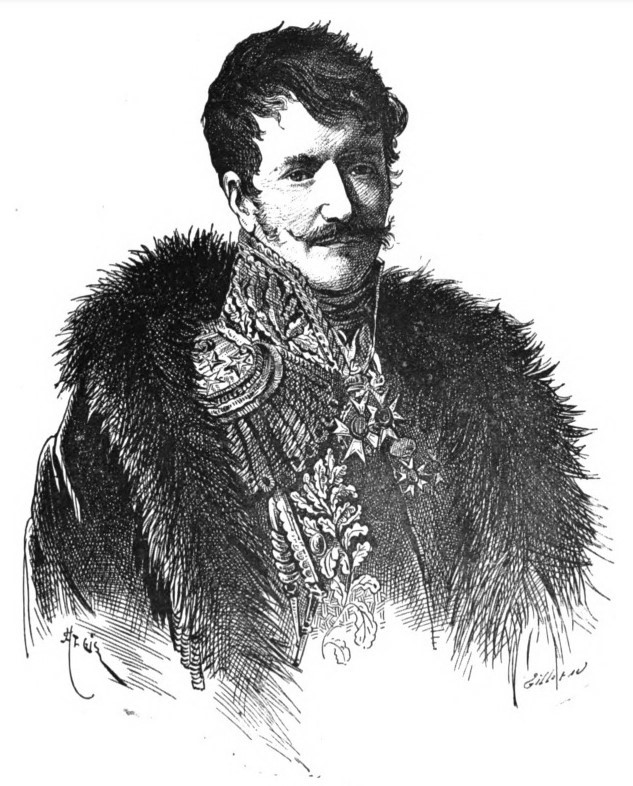
Pierre David de Colbert-Chabanais, dowódca pułku

2 Pułk Szwoleżerów-Lansjerów Gwardii Cesarskiej (fr. 2e régiment de chevau-légers lanciers de la Garde impériale), potocznie określani jako Czerwoni lansjerzy (fr. lanciers rouges) – pułk kawalerii Gwardii Cesarskiej I Cesarstwa Francuskiego.

## Historia
Został sformowany 13 września 1810 z partii huzarów holenderskiej Gwardii Królewskiej (Régiment de hussards de la Garde royale Hollandaise). W tym właśnie roku marionetkowe Królestwo Holandii (1806–1810) zostało anektowane przez  Cesarstwo Francuskie.
Wzorowany na sformowanym wcześniej − bo w roku 1807 – polskim 1 Pułku Szwoleżerów-Lansjerów Gwardii Cesarskiej. 
Początkowo składał się z 4 szwadronów i stacjonował w Wersalu. Jego dowódcą od 1811 był Pierre David de Colbert-Chabanais.
Rozformowany w 1814 podczas I Restauracji Francuskiej.
Odtworzony na krótko w roku 1815 podczas „100 dni Napoleona”. Walczył w bitwie pod Waterloo.

## Skład osobowy
- 1810 – 939 ludzi
- 1812 – 1406 ludzi
- 1813 – 2500 ludzi
- 1814 – 643 ludzi